# Bagiennik żółtobrewy
Bagiennik żółtobrewy (Passerculus sandwichensis) – gatunek małego ptaka z rodziny pasówek (Passerellidae). Zamieszkuje Amerykę Północną. Bardzo liczny, nie jest zagrożony wyginięciem. W 2020 roku po raz pierwszy stwierdzony w Polsce.

## Występowanie
W sezonie lęgowym bagiennik żółtobrewy zamieszkuje Kanadę, USA wraz z Alaską oraz Meksyk. Podgatunki z południa zasięgu są osiadłe lub migrują na niewielkie odległości. Pozostałe podgatunki zimę spędzają na wybrzeżach skrajnie południowo-zachodniej Kanady, wzdłuż wschodnich i zachodnich wybrzeży oraz na południu USA, w Meksyku oraz w Ameryce Środkowej.
Wyjątkowo zalatuje do zachodniej Palearktyki – do 2021 roku stwierdzony zaledwie 8 razy, głównie na Azorach i w Wielkiej Brytanii. W czerwcu 2020 roku został po raz pierwszy zaobserwowany w Polsce – sfotografowano go w Jastarni na Mierzei Helskiej; Komisja Faunistyczna Sekcji Ornitologicznej Polskiego Towarzystwa Zoologicznego zaakceptowała to stwierdzenie i wciągnęła bagiennika żółtobrewego na Listę awifauny krajowej.
Sporadycznie zalatuje też do Rosji – do 2015 roku odnotowano tam 22 stwierdzenia, głównie z Wyspy Wrangla, Kraju Nadmorskiego i Półwyspu Czukockiego; obserwowano łącznie co najmniej 25 ptaków. W czerwcu 1979 roku odnotowano gniazdowanie w miejscowości Uelen na Czukotce – to jedyny potwierdzony przypadek lęgu tego gatunku ptaka w Palearktyce.

## Systematyka
Takson ten bywał czasami umieszczany w rodzaju Ammodramus. Międzynarodowy Komitet Ornitologiczny (IOC) uznaje bagiennika żółtobrewego za jedynego przedstawiciela rodzaju Passerculus. Wyróżnia 17 podgatunków P. sandwichensis. Proponowane podgatunki oblitus i mediogriseus uznaje za synonimy, odpowiednio, P. s. labradorius i P. s. savanna.
Niektórzy autorzy podgatunki z południowo-zachodniej części zasięgu wydzielają do osobnych gatunków: P. guttatus (obejmujący podgatunki beldingi i guttatus), P. sanctorum i P. rostratus (podgatunki rostratus i atratus). Takie ujęcie systematyczne zastosowali np. autorzy Handbook of the Birds of the World oraz (od 2016 roku) IUCN. Czasami za osobny gatunek jest także uznawany takson princeps.

## Podgatunki
- P. sandwichensis princeps Maynard, 1872 – bagiennik wyspowy[5] – Sable Island.
- P. sandwichensis labradorius Howe, 1901 – środkowa i wschodnia Kanada oraz północno-środkowe USA.
- P. sandwichensis savanna (A. Wilson, 1811) – południowa i południowo-wschodnia Kanada oraz północno-wschodnie USA.
- P. sandwichensis anthinus Bonaparte, 1853 – Alaska i północno-zachodnia Kanada.
- P. sandwichensis sandwichensis (J.F. Gmelin, 1789) – bagiennik żółtobrewy[5] – wschodnie Aleuty i wyspy Alaski.
- P. sandwichensis brooksi Bishop, 1915 – południowa-zachodnia Kanada i północno-zachodnie USA.
- P. sandwichensis alaudinus Bonaparte, 1853 – wybrzeża Kalifornii.
- P. sandwichensis nevadensis Grinnell, 1910 – południowo-środkowa Kanada i zachodnio-środkowe USA.
- P. sandwichensis brunnescens (A.W. Butler, 1888) – północno-środkowy Meksyk.
- P. sandwichensis wetmorei van Rossem, 1938 – południowo-zachodnia Gwatemala.
- P. sandwichensis beldingi Ridgway, 1885 – południowo-zachodnie USA i północna Kalifornia Dolna.
- P. sandwichensis anulus Huey, 1930 – zachodnio-środkowa Kalifornia Dolna.
- P. sandwichensis guttatus Lawrence, 1867 – bagiennik pasiasty[5] – południowo-środkowa Kalifornia Dolna.
- P. sandwichensis magdalenae van Rossem, 1947 – południowa Kalifornia Dolna.
- P. sandwichensis sanctorum Coues, 1884 – bagiennik kalifornijski[5] – Wyspy San Benito.
- P. sandwichensis rostratus (Cassin, 1852) – bagiennik wielkodzioby[5] – północno-wschodnia Kalifornia Dolna i północno-zachodnia Sonora.
- P. sandwichensis atratus van Rossem, 1930 – wybrzeża Sonory do stanu Sinaloa.

## Morfologia
Długość ciała 12,5–16,5 cm. Wierzch ciała szarobrązowy, spód kremowy; na całym ciele widać ciemnobrązowe kreski, które tworzą najczęściej plamę na środku piersi. Przez środek ciemienia ciągnie się biały pasek, nad okiem szeroka, żółta brew. Ogon krótki, wcięty; nogi różowe. Zachodnie podgatunki są ciemniejsze niż wschodnie; cechę rozpoznawczą stanowi brew.

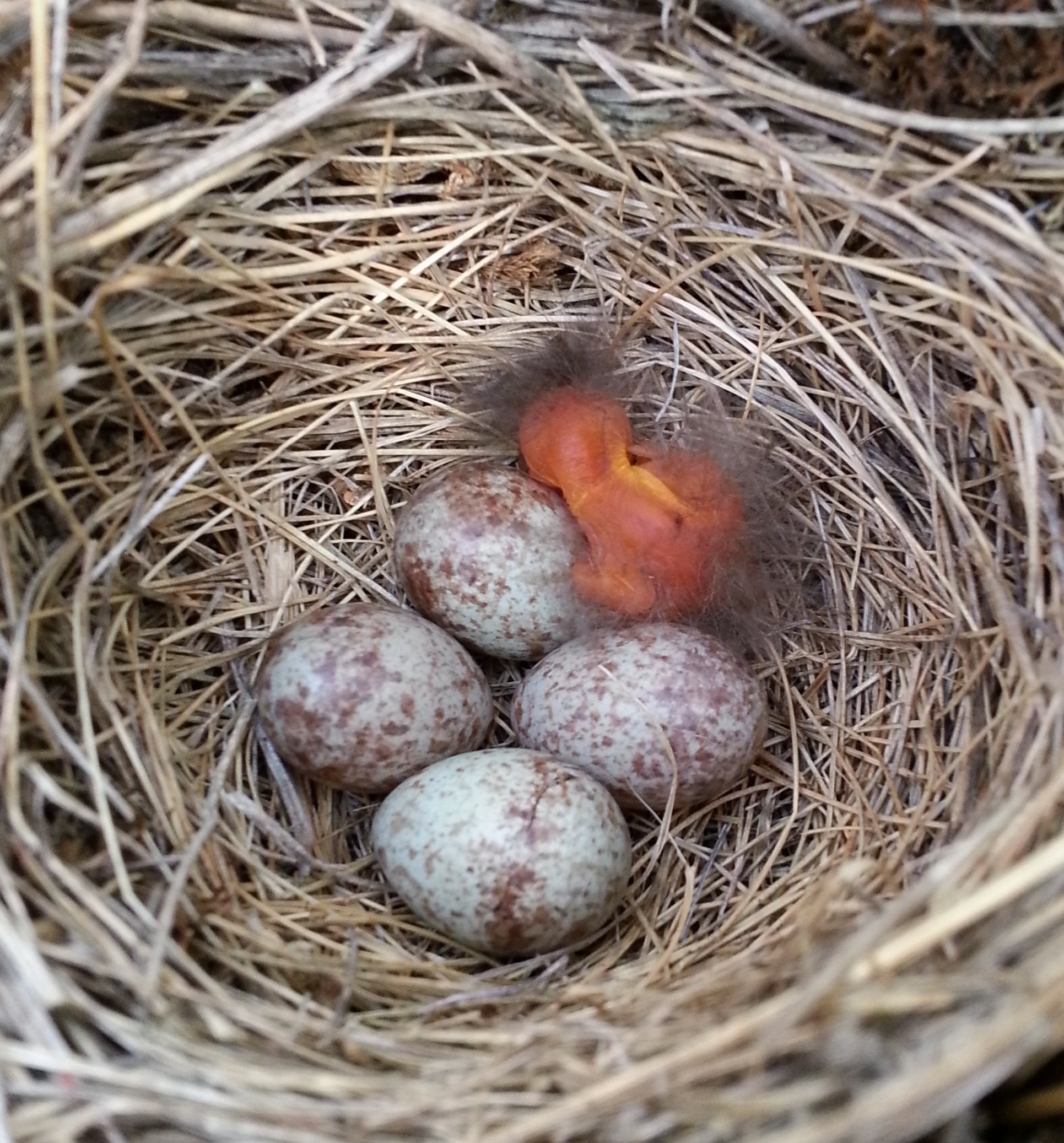
Gniazdo z jajami i świeżo wyklutym pisklęciem

## Środowisko
Zarówno w sezonie lęgowym, jak i na zimowiskach bagienniki żółtobrewe występują na terenach trawiastych z nielicznymi drzewami, w tym na preriach, łąkach, pastwiskach, porośniętych trawą poboczach dróg, mokradłach turzycowych i polach uprawnych obsadzonych roślinami okrywowymi, takimi jak lucerna. W pobliżu oceanów zamieszkują także ujścia rzek i słone bagniska w strefie pływów. Na Alasce i w północnej Kanadzie zamieszkują tundrę porośniętą krzewiastymi wierzbami.

## Status
Międzynarodowa Unia Ochrony Przyrody (IUCN) uznaje bagiennika żółtobrewego za gatunek najmniejszej troski (LC, Least Concern). Trend liczebności populacji uznawany jest za spadkowy. W 2020 roku organizacja Partners in Flight szacowała liczebność populacji lęgowej na około 170 milionów osobników.
Od 2016 roku IUCN uznaje za osobne gatunki następujące taksony:
- P. (s.) guttatus – bagiennik pasiasty – gatunek najmniejszej troski, trend liczebności spadkowy[6].
- P. (s.) sanctorum – bagiennik kalifornijski – gatunek bliski zagrożenia (NT – Near Threatened), trend liczebności stabilny[7].
- P. (s.) rostratus – bagiennik wielkodzioby – gatunek najmniejszej troski, trend liczebności nieznany[8].